# Germaine Richier
Germaine Richier (Grans, 16 settembre 1902 – Montpellier, 31 luglio 1959) è stata una scultrice francese.

## Biografia

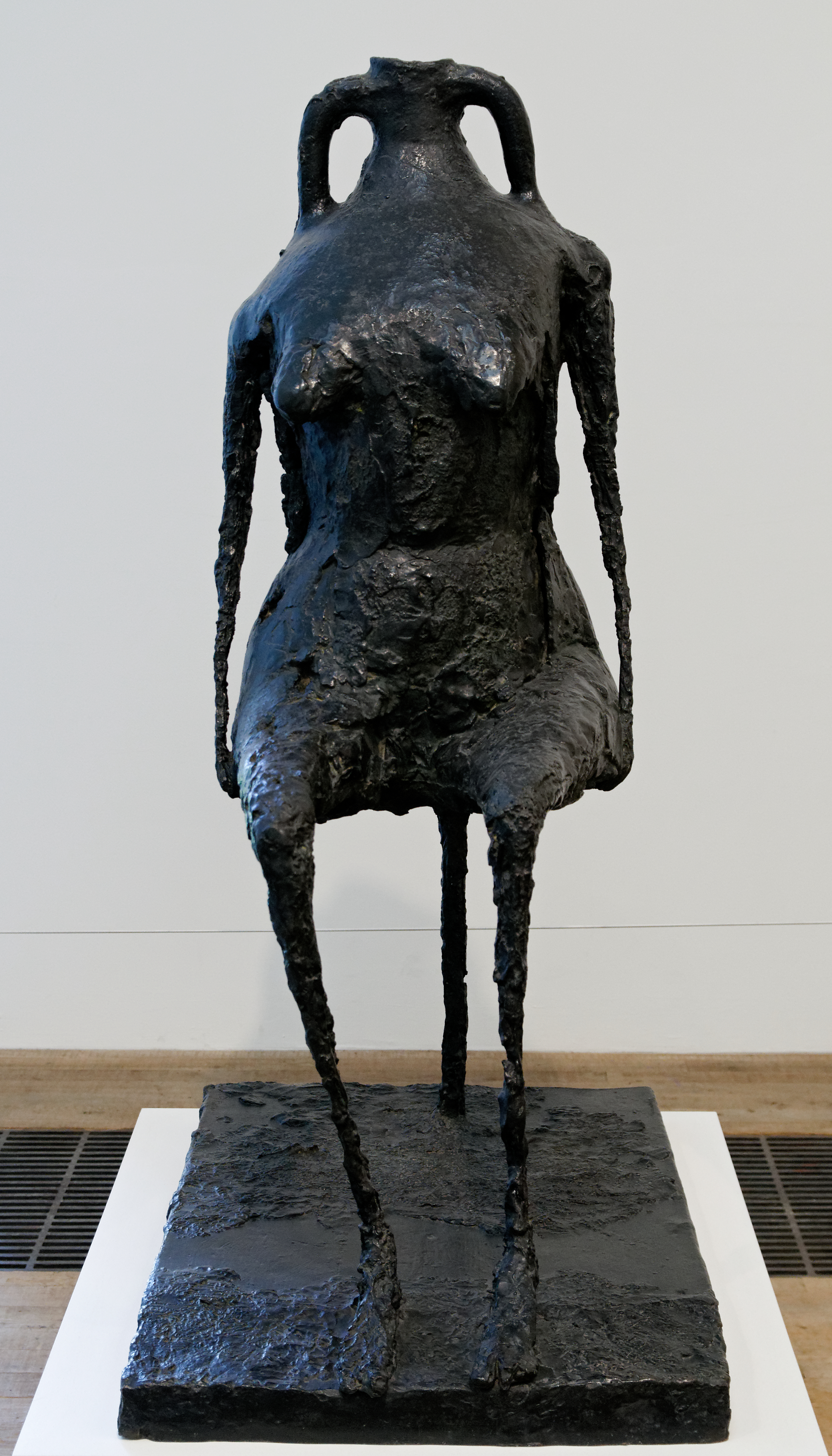
L'acqua, opera esposta alla Tate Modern di Londra

Dopo aver frequentato dal 1922 al 1925 la scuola di Belle arti di Montpellier, studia a Parigi dal 1925 al 1929 con Émile-Antoine Bourdelle. Sposa Otto Bänninger nel 1929, si separeranno dopo la guerra.
Nel 1936 vince il Premio Blumental, istituito da Florence Meyer Blumenthal a New York destinato a giovani artisti francesi.
Nel 1939 presenta opere proprie nel padiglione francese dell'Expo Universale di New York insieme a Pierre Bonnard, Georges Braque, Marc Chagall, Robert Delaunay, André Derain, Jacques Lipchitz e altri.
Vive con il marito in Svizzera e nel sud della Francia fra il 1939 e il 1945.
Nel 1944 espone insieme a Marino Marini, con il quale stringe una profonda amicizia, e a Fritz Wotruba al Kunstmuseum Basel. Dopo la seconda guerra mondiale torna a vivere a Parigi ed espone ampiamente negli Stati Uniti e in Europa.
Vince il premio per la scultura nel 1951 presso la Biennale di San Paolo.
Incontra lo scrittore e poeta René de Solier che sposerà e con il quale vivrà fino alla morte.
Alcune sue sculture, prevalentemente bronzi, sono state esposte in Italia alla XXIV (1948), XXVI (1952), XXVII (1954) e XXIX (1958) Biennale di Venezia.
Muore il 31 luglio 1959 durante la preparazione di una mostra al Musée Picasso di Antibes.
Nel 1962 tre sue opere in bronzo vengono esposte a Spoleto nell'ambito della mostra a cielo aperto Sculture nella città in occasione del Festival dei Due Mondi: Don Quichotte de la forêt (foto) Archiviato l'11 marzo 2014 in Internet Archive., Le Roi e La Reine. Queste ultime (ora al Museo Tate Modern di Londra) facevano parte di un gruppo di cinque sculture che rappresentavano i principali pezzi degli scacchi.
Nel 1997 l'Accademia di Belle Arti di Berlino le organizza un'importante retrospettiva. Il museo Collezione Peggy Guggenheim di Venezia nel 2006 le dedica la prima mostra antologica italiana, esponendo circa settanta opere tra cui alcune inedite.
Nel febbraio del 2014 le gallerie Dominique Lévy e Galerie Perrotin al 909 Madison Avenue di New York inaugurano la prima mostra americana del dopo guerra dell'artista francese, con più di quaranta opere. Contemporaneamente anche il Kunstmuseum di Berna le dedica una retrospettiva.
Nel 1993 le Poste francesi le dedicano un francobollo.

## Stile e tecnica
Le sue prime opere hanno forme compatte e una forte componente materica come ad esempio nelle opere La vergine folle (1946, Antibes, castello Grimaldi), La tempesta (1947, Parigi, Musée national d'art moderne - Centro Georges Pompidou).
In seguito sviluppa proprie caratteristiche figurative, si ispira a forme geomorfe o antropomorfe di tipo surrealista: figure umane allucinanti, incrociate con organismi animali, pipistrelli, rospi e ragni, figure spesso imbrigliate in ragnatele di fili; le figure femminili diventano sempre più insetti, cavalletta, mantide, formica, senza cessare di essere donne. Un lavoro rivolto principalmente alla comprensione e rappresentazione, del tutto personale, della natura. (Uomo della notte, 1954, Zurigo, Kunsthaus; La montagna, 1956, Parigi, Musée national d'art moderne; Grande spirale, 1959, Antibes, castello Grimaldi).
La Richier nel 1950 affronta anche il tema del sacro: crea una statua di Cristo e ne descrive il tormento fisico e spirituale attraverso un corpo martoriato. Commissionata per l'altare maggiore della chiesa di Notre-Dame de Toute Grâce du Plateau d'Assy la scultura viene contestata e rimossa un anno dopo da un gruppo di fondamentalisti cattolici. Verrà rimessa al suo posto nel 1969
Dal 1951 aggiunge spesso vetri e colore ai suoi bronzi che fa dipingere da altri artisti come Vieira da Silva e Hans Hartung. 
Talvolta l'artista si è espressa anche in forme astratte come nell'opera L'ombra dell'uragano (1956, Antibes, castello Grimaldi).
Secondo i curatori della retrospettiva al Centre Pompidou del 2023, l'artista rappresenta il trait d'union tra Rodin e il primo César

## Germaine Richier nei musei
- Musée national d'art moderne - Centro Georges Pompidou di Parigi
- Kunsthaus di Zurigo
- Museo Picasso nel Castello Grimaldi di Antibes
- Tate Modern di Londra
- Kunsthalle di Basilea
- Musée Fabre di Montpellier
- Fondation Pierre Gianadda di Martigny
- Giardino delle Tuileries
- Collezione Peggy Guggenheim di Venezia
- Walker Art Center di Minneapolis
- Louisiana Museum of Modern Art, di Humlebaek, Danimarca
- Kunstmuseum Bern, di Berna